# Pădurea Dainava
Pădurea Dainava (în lituaniană Dainavos giria), cunoscută, de asemenea, ca Pădurea Druskininkai-Varėna (în lituaniană Druskininkų‑Varėnos miškai), mai demult ca Pădurea Hrodna (în poloneză Puszcza Grodzieńska) sau ca Pădurea Belarusă (în lituaniană Gudų giria) este cea mai mare pădure din Lituania. Este o pădure virgină⁠(d) din regiunea Dzūkija⁠(d) (cunoscută și sub numele de Dainava) din sudul Lituaniei, cu o suprafață totală de 1.450 kilometri pătrați (560 mi2), dintre care 1.290 kilometri pătrați (500 mi2) este acoperită de copaci. O mare parte a pădurii este protejată de Parcul Național Dzūkija⁠(d) și Rezervația Naturală Čepkeliai⁠(d).
Pădurea Dainava este formată în principal din pini, precum și, în proporții mai mici, din crânguri de mesteacăn, molid și arin negru. Solurile sunt nisipoase, moi și acoperite dens cu licheni⁠(d). Pădurea este bogată în ciuperci comestibile, afine⁠(d), merișoare și alte fructe de pădure. Culesul ciupercilor și fructelor de pădure reprezintă o parte importantă a activității economice locale. Fauna include mai multe specii pe cale de dispariție, cum ar fi lupul cenușiu, cocoșul de munte, cocoșul de mesteacăn, pupăza, bufnița mare, uliganul pescar, iepurele alb, hermina, șarpele de alun, croitorul mare al stejarului și rădașca.
Majoritatea apelor curgătoare care străbat această pădure fac parte din bazinul râului Merkys⁠(d), printre care Ūla⁠(d), Katra⁠(d), Grūda⁠(d), Varėnė⁠(d) și Skroblus. Aceste râuri se caracterizează prin apa lor limpede și rece și prin existența a numeroși afluenți. De asemenea, există câteva lacuri și mlaștini termocarstice mici, precum Mlaștina Čepkeliai⁠(d), cea mai mare mlaștină din Lituania.
Pădurea Dainava este regiunea cea mai slab populată din Lituania. Unele sate au fost afectate într-o măsură mai mică de reformele agricole și conțin case construite în arhitectura populară tradițională din regiunea istorică Dzūkija, care se păstrează acum ca monumente de arhitectură și destinații ale turismului rural⁠(d). Aceste sate sunt Marcinkonys⁠(d), Zervynos, Latežeris⁠(d), Lynežeris⁠(d), Dubininkas⁠(d), Margionys⁠(d) și Musteika⁠(d).

## Galerie

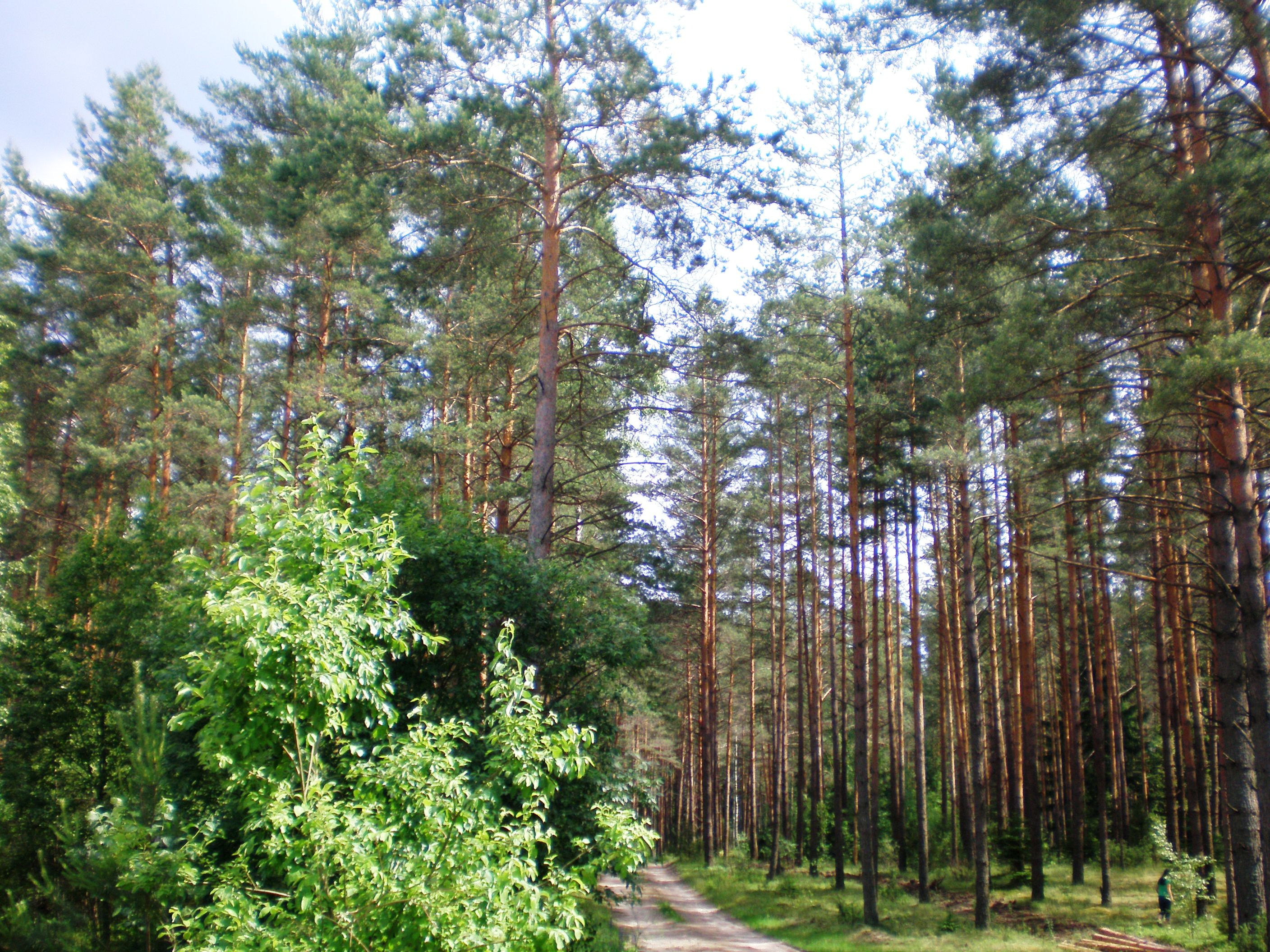
Pini din pădurea s of Dainava forest
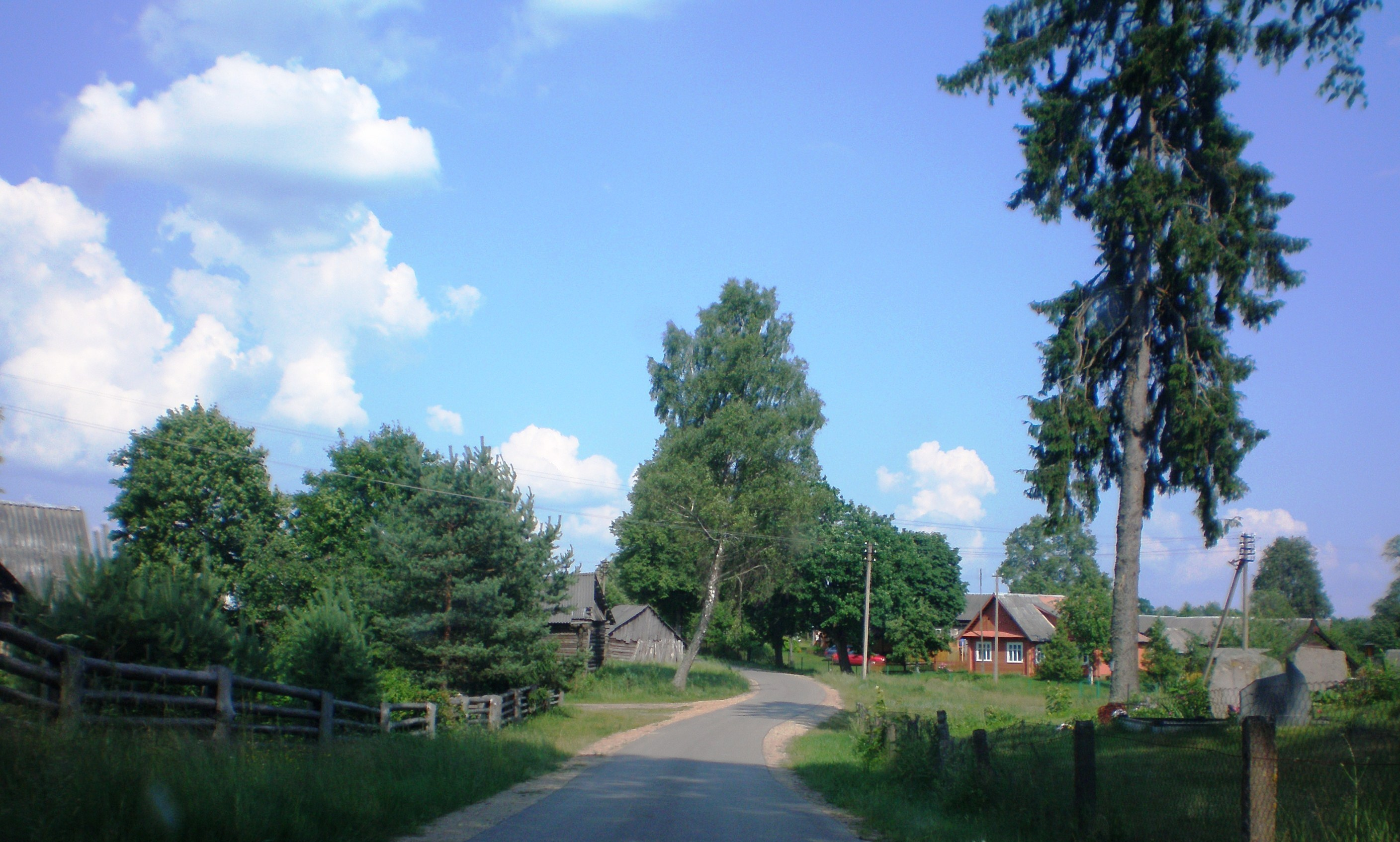
Satul etnografic⁠(d) Lynežeris din adâncurile pădurii
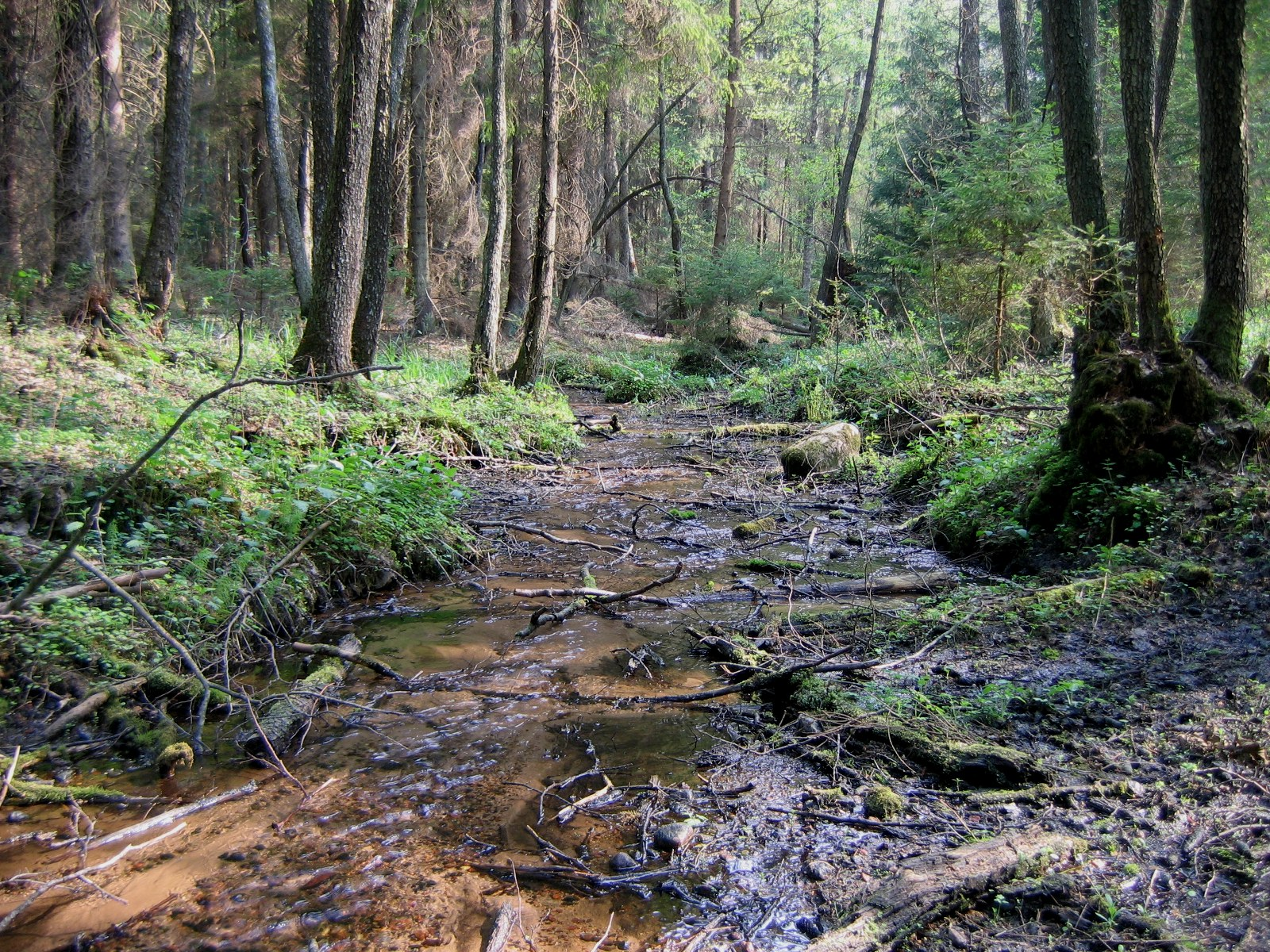
Izvorul râului Varėnė
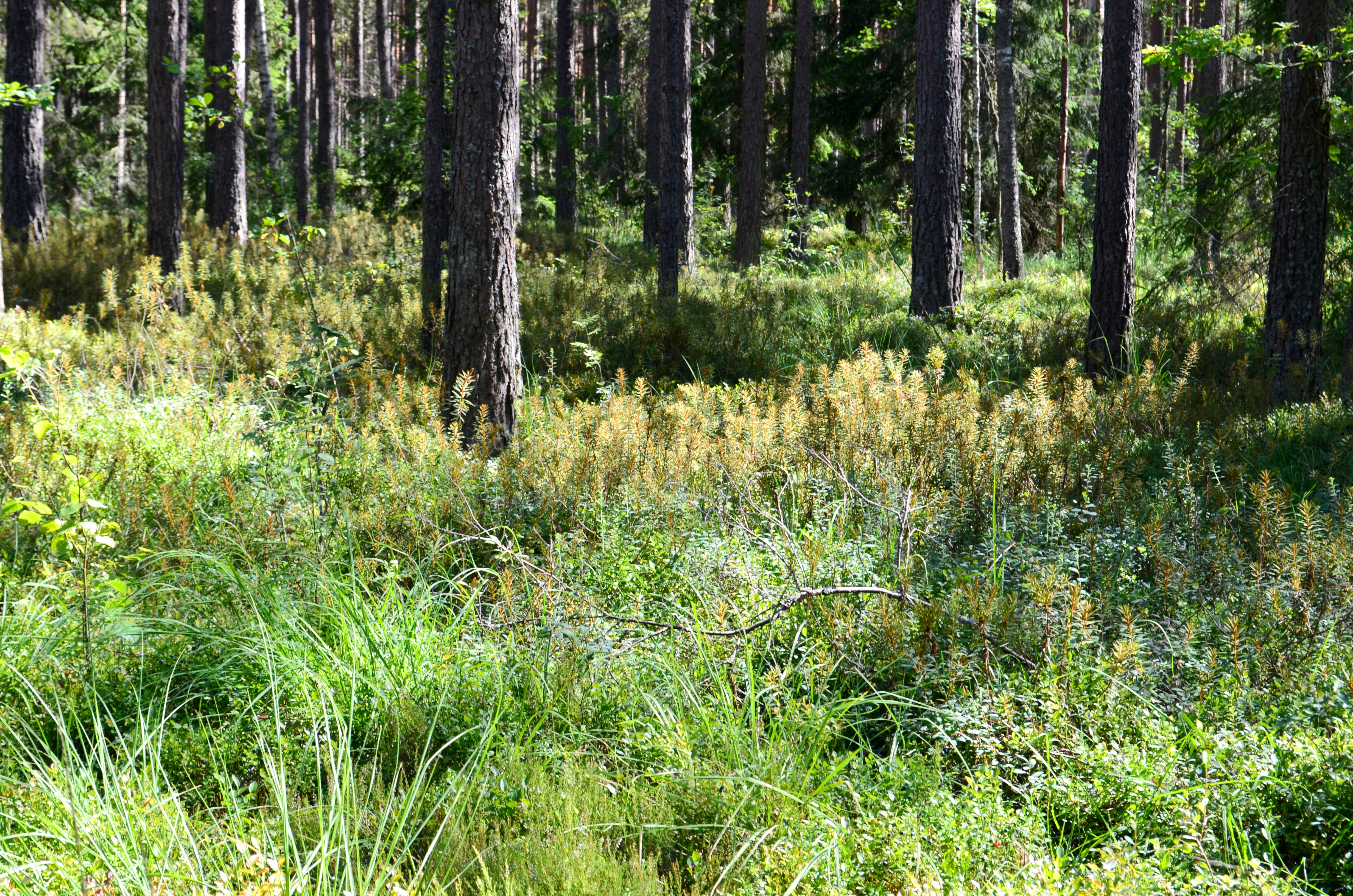
Tufă de rozmarin sălbatic⁠(d) în pădurea Dainava, lângă Musteika⁠(d)